# Stary Świat

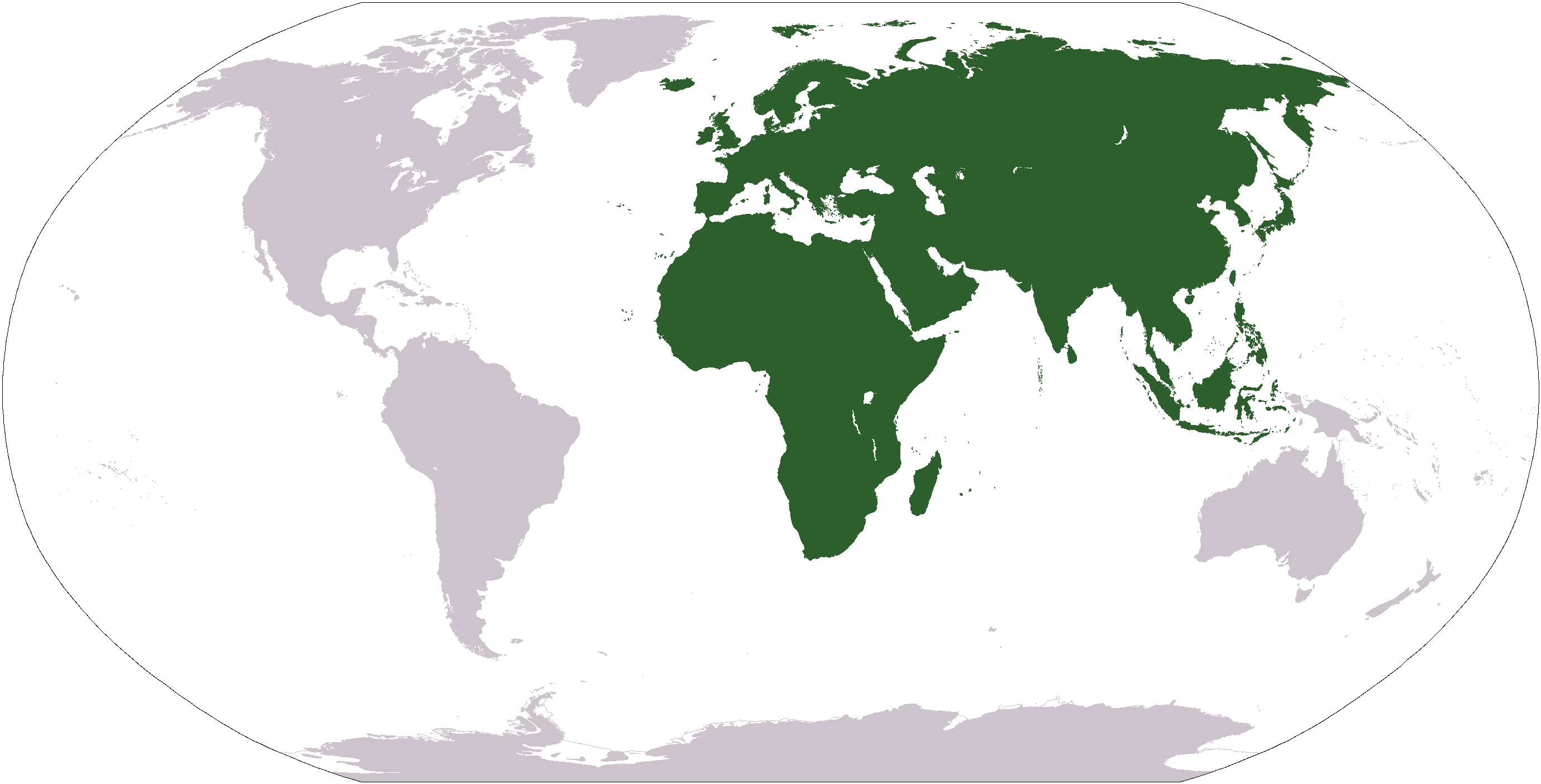
Stary Świat (kolor zielony). Mapa ta jest dużym uproszczeniem, z powodu faktu, iż Arktyka oraz odległe od brzegu tereny centralnej Afryki oraz centralnej Azji były słabo zbadane lub nieznane dla europejskich geografów aż do XIX w.

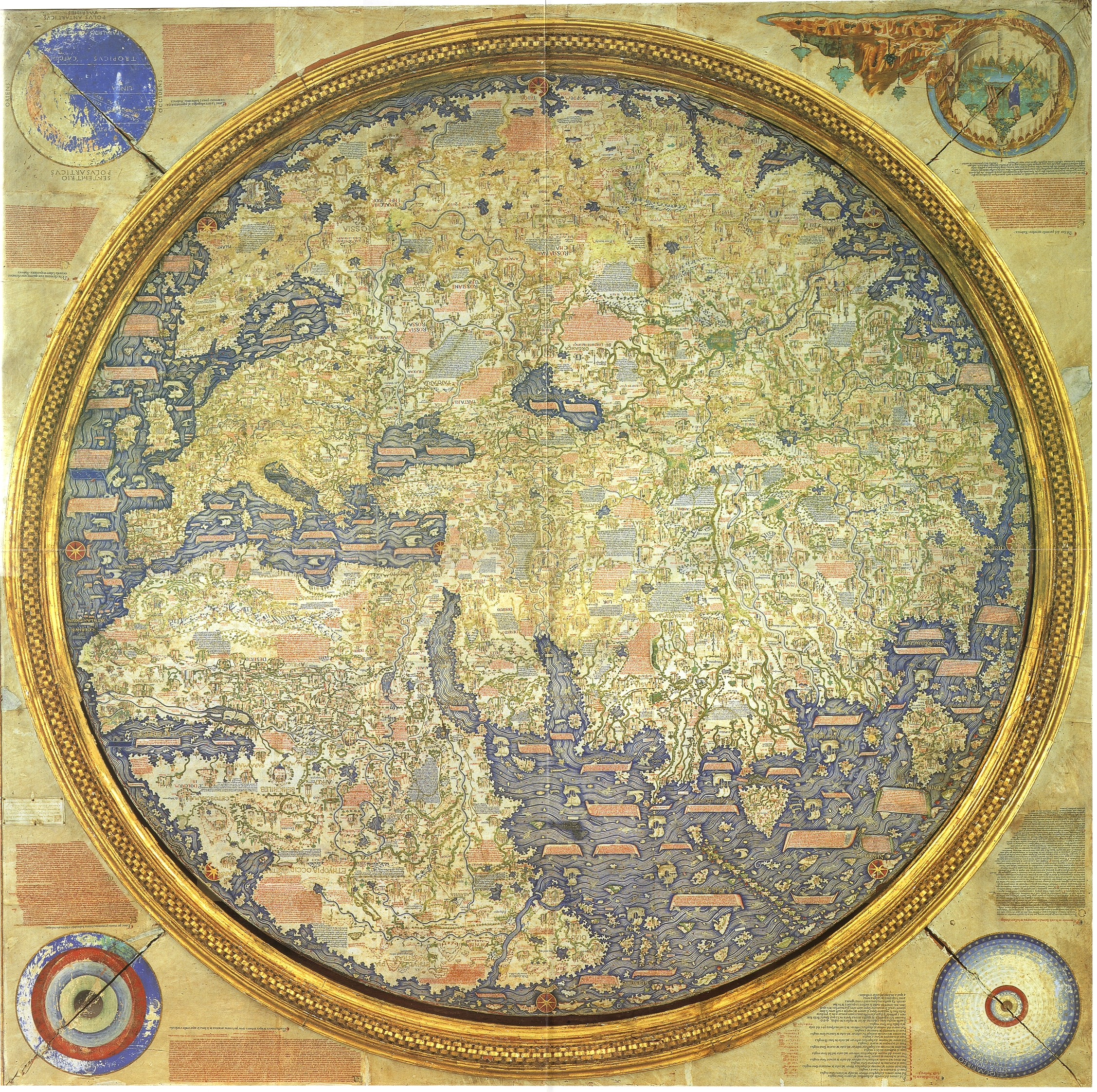
Znany Europejczykom Stary Świat na XV-wiecznej mapie wenecjanina Fra Mauro

Stary Świat − synonim Afroeurazji; wspólna nazwa (holonim) trzech kontynentów: Europy, Azji i Afryki, w tym otaczających je wysp. 
Nazwę tę wprowadzono w Europie w czasie wielkich odkryć geograficznych dla kontynentów znanych Europejczykom bezpośrednio lub z relacji już od starożytności. Jego użycie związane było z odkryciem Ameryki, czyli Nowego Świata, do którego zaliczono później także Australię i Oceanię wraz z Antarktydą. Pojęcia Starego i Nowego Świata utrzymują się do dziś nie tylko w historii i geografii historycznej, ale także w biogeografii.
Tradycyjne nazwy trzech kontynentów Starego Świata wprowadzono w starożytnej Grecji. W stosunku do Europy stosowany jest też termin „Stary Kontynent”.

## Dzieje
Stary Świat to kolebka ludzkości – właśnie tam, konkretniej w Afryce, pojawił się rodzaj ludzki. Tam także pojawiły się najstarsze cywilizacje świata.
Stary Świat, mimo że nie był w całości poznany przez główne cywilizacje Europy i Azji (zachodnią, grecką, arabską, indyjską, chińską i japońską), to jednak był mniej lub bardziej bezpośrednio połączony, a historia poszczególnych jego części wpływała od czasu do czasu na inne. Najbardziej spektakularne przejawy tego wpływu nastąpiły w wiekach IV–V, gdy Hunowie, odparci od chińskich granic cesarstwa Han, przynieśli zgubę cesarstwu rzymskiemu. Tysiąc lat później z głębi Azji dotarła do Europy czarna śmierć, zaś w XIII wieku ziemie od Japonii po Niemcy najeżdżali Mongołowie. W późniejszych wiekach europejski kolonializm objął duże obszary Azji i niemal całą Afrykę.
Ludność Starego Świata jeszcze w XVII wieku stanowiła ponad 96% ludzkości. Dziś Stary Świat wciąż zamieszkuje ok. 87% populacji ziemskiej.